# (36286) 2000 EL14
2000 EL14 (asteroide 36286) é um asteroide da cintura principal. Possui uma excentricidade de 0.13304330 e uma inclinação de 3.96365º.
Este asteroide foi descoberto no dia 5 de março de 2000 por Korado Korlević em Visnjan.